# Son Ximelis
Son Ximelis és un barri de la ciutat de Palma del districte de Ponent. Es troba delimitat per les barriades de Son Roca i Son Anglada. A gener de 2018 estaven empadronades unes 2.419 persones, el que implica una densitat de població de 521,37 habitants per hectàrea (de les majors de tota Palma). La línia de bus que passa pel barri és la línia 8 de l'EMT de Palma. Normalment, s'acostuma a dir Son Roca per referir-se a aquest barri, la qual cosa pot provocar confusions.

## Infraestructures
Aquest barri està dotat de diferents instal·lacions, entre les quals:
- Un poliesportiu amb vestidors[5]
- Pistes de petanca i una pista poliesportiva a l'aire lliure on es pot jugar a futbol, handbol i hoquei amb patins
- Un camp de futbol
- Una piscina olímpica
- Un centre cultural
- Una guarderia laboral
- Una biblioteca, etc.[6]

## Història
Aquesta zona va començar per ser un conjunt de camps on les persones més benestants anaven a estiuejar. Es va iniciar la seva urbanització entre 1970 i 1975 amb la construcció de diversos blocs de pisos promogudes pel sector públic, on s'allotjaren immigrants procedents del sud d'Espanya, així com es va reallotjar a alguns que vivien a Ciutat. D'ençà, degut a la segregació de la ciutat, la cultura s'ha anat transmetent de pares a fills rebent molt poques modificacions de l'entorn. Per tant, les persones que residien allà no arribaven a assimilar la cultura mallorquina.
L'inici de la dotació d'infraestructures públiques data de 1977. Amb ella, es va començar a integrar més als habitants dins de la societat i cultura mallorquina. Però la crisi econòmica de mitjan anys 80 va afectar greument a la societat del barri, ja que va deixar sense feina a moltes de les famílies, amb el qual es va marginar aquesta zona. Va ser llavors quan va començar a aparèixer la droga a aquesta barriada i va començar a fragmentar-se l'associabilitat.
Maldament tot, Son Ximelis s'ha anat reconstruint, i a causa del seu interès turístic, les zones confrontants han començat a ser urbanitzades amb habitatges unifamiliars per a les classes mitjanes. Actualment, Son Ximelis és una barriada integrada dins de la ciutat de Palma, cosa que es pot observar en la construcció recent d'una piscina municipal, per exemple. També es demostra la recuperació del barri amb el fet l'equip de futbol femení hagi quedat en primera divisió.
No obstant, la població en aquesta barriada segueix sent jove i presenta problemes d'alfabetització en algunes persones majors que no tengueren oportunitat d'estudiar, la qual cosa s'està intentant (i aconseguint) resoldre gradualment.